# Коридаллеус, Теофилос
Теофилос Коридаллеус (греч. Θεόφιλος ο Κορυδαλλεύς, 1570, Афины — 1645, Афины) — греческий неоаристотелевский философ, который положил начало философскому движению, известному как коридализм (греч. κορυδαλλισμός). Он также был митрополитом Навпактским Константинпольского патриархата, врачом, физиком, астрономом, математиком, писателем, педагогом и географом. Его философская мысль продолжала оказывать влияние на греческое образование в течение ещё двухсот лет. Работы Теофилоса Коридаллеуса представлены преимущественно философскими трактатами и комментариями к трудам Аристотеля. Среди прочего — письма разного назначения, которые копировались и переиздавались неоднократно даже во время османского владычества.

## Биография
Коридаллеус родился в Коридаллосе в Аттике. Коридаллеус закончил своё начальное образование в Афинах. С 1604 по 1608 год он посещал Коллегиум Святого Афанасия в Риме. Он продолжил свое обучение медицине и философии в Падуанском университете, где получил получил докторскую степень 5 июня 1613 года. Галилео Галилей возглавлял математический факультет до 1610 года. Коридаллеус познакомился с Чезаре Кремонини, который повлиял на молодого грека неоаристотелевской мыслью. Новая идея дистанцировала аристотелевскую мысль от церковной средневековой схоластики и аверроизма.
Новая философская интерпретация попыталась представить чистую аристотелевскую мысль, отвергая синтез аристотелизма и католического богословия, осуществлённый схоластами. Такое толкование было опасным, потому что вызывало подозрения у представителей католической церкви. Система придерживалась светских атеистических взглядов. Коридаллеус тщательно внедрял свою систему неоаристотелизма и избегал конфронтации с православной доктриной. Он считал, что аристотелевская философия должна исключать платоновские влияния. Он чувствовал, что она не должна быть изменена в контексте диалога с теологией. Это свидетельствует о серьёзном отходе от неоплатонических византийских взглядов на Аристотеля. В его работе анализировался конфликт между христианской концепцией творения и аристотелевскими идеями о вечности субстанции.
Он преподавал итальянский, греческий и латынь в Школе Флангиниса в Венеции с 1608 по 1609 год, в Афинах 1613—1619, 1643—1646, в Кефалонии (1619—1621) и на Закинфе 1621—1622, 1628—1636. Коридаллеус был директором Патриаршей академии в Константинополе в 1622—1623, 1625—1628, 1636—1640 годах. Он перевёл множество текстов с латыни, например, Чезаре Кремонини. Кремонини был наставником Коридаллеуса, но он также был вовлечен в дело Галилея. В 1633 году Галилей был привлечен к ответственности римско-католической инквизицией за поддержку гелиоцентризма. Кремонини не поддерживал Галилея, он также отказывался смотреть в его телескоп и твёрдо поддерживал идею Аристотеля о том, что Луна гладкая. Галилей противоречил аристотелевской идее о безупречно гладкой Луне.
Коридаллеус был назначен директором Патриаршей академии патриархом Константинопольским Кириллом Лукарисом. Коридаллеус реорганизовал образовательную программу в соответствии с нео-аристотелевской моделью. Эта модель освободила философию от теологии. Наука была вновь введена в школах, что привело к революции в ортодоксальном образовании. Возродился интерес к эллинской литературе. Недостатком этого повторного введения было то, что древнегреческая мысль вытеснила новые научные достижения, выдвинутые Галилео Галилеем, Коперником и современниками. Это наглядно демонстрируется работами Коридаллеуса о Клавдии Птолемее и Аристотеле. Историки рассматривают период Лукариса и Коридаллеуса как «православный гуманизм». В дополнении к изоляции мысли была попытка сохранить греческую идентичность в Османской империи. Большинство его работ служили учебниками вплоть до девятнадцатого века.
Коридаллеус в конце концов стал пресвитером. Он принял имя Феодосий в 1622 году. Он служил митрополитом Артским и Наупактским с 1640 по 1642 год. Его академические интересы вытеснили его церковные устремления. Он посвятил свою жизнь преподаванию. Коридаллеуса критиковали и подозревали в атеизме. Кальвинизм и протестантизм были принесены в православный мир, и Коридаллеус, и Кирилл Лукарис были обвинены в следовании новой вере. Коридаллеус никогда не подвергался серьезным преследованиям и продолжал преподавать, среди его учеников были: патриарх Иерусалимский Нектарий, Лоаннис Кариофиллис, Мелетий Сириг, Евгений Яннулис, Александр Маврокордато и Георгий Сугдурис. Нео-аристотелианство Коридаллеуса стало основой философского образования в Юго-Восточной Европе в XVII-XVIII веках. Многие из его работ до сих пор можно найти в библиотеках Бухареста и Ясс.

## Наследие
В какой-то момент влияние Коридаллуса было настолько сильным, что данная система запретила новую философскую мысль. Система, санкционированная Церковью, была известна как коридализм. В конце концов Мефодий Антракитис попытался отказаться от аристотелианства и преподавал современную западную философию, но ему было приказано преподавать исключительно аристотелевскую философию, основанную на традиции Коридаллеуса. В первой половине 18 века происходили дебаты между аристотелианцами, а именно Доротеосом Лесвиосом и неаристотелианцами Николаосом Зерзулисом. Зерзулис попытался объяснить авторитет Аристотеля в церкви, показав расхождения между несколькими аристотелевскими и христианскими взглядами.
Современное греческое просвещение во второй половине 18 века представило альтернативы неоаристотелевской мысли или коридализму. Как аристотелевская физика, так и космология Птолемея подверглись нападкам. Коридализм продолжал процветать вплоть до греческой революции. Вклад Коридаллеуса имел огромное значение для развития греческого образования в переходный период от поствизантийской эпохи к эпохе греческого просвещения.